# Kanzel (Dietramszell)

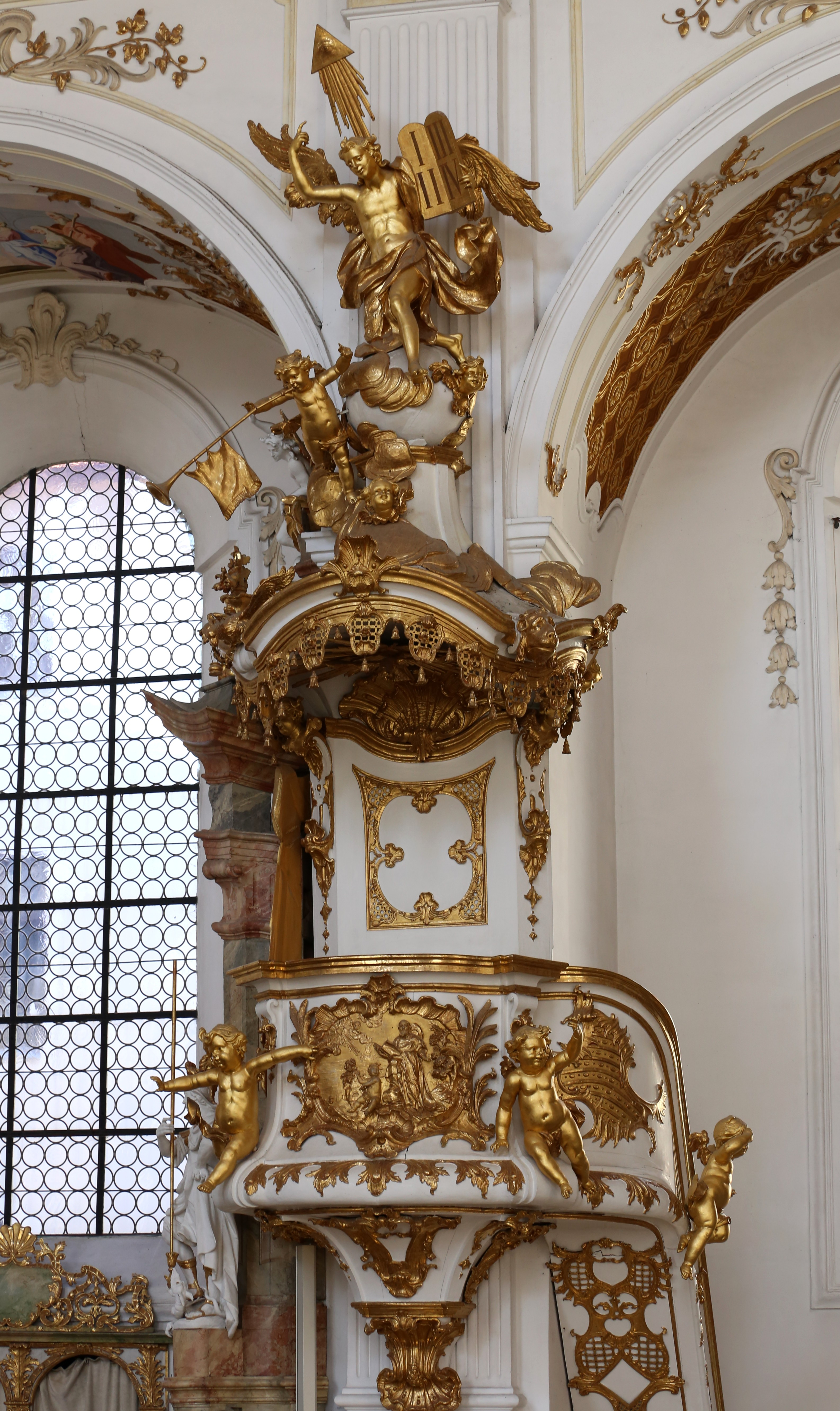
Kanzel in Dietramszell

Die Kanzel in der ehemaligen Stiftskirche und heutigen Pfarrkirche Mariä Himmelfahrt in Dietramszell, einer Gemeinde im oberbayerischen Landkreis Bad Tölz-Wolfratshausen, wurde um 1750/60 geschaffen. Die Kanzel ist ein Teil der als Baudenkmal geschützten Kirchenausstattung.
Die hölzerne Kanzel im Stil des Rokoko besitzt am Kanzelkorb Reliefs aus der Augustinuslegende, die 1745 von Franz Xaver Schmädl geschaffen wurden. Auch die 1760/65 entstandenen Skulpturen der auf Wolken knienden Heiligen Johann Nepomuk und Petrus Forerius am Chorbogen stammen von ihm.
Der geschwungene Schalldeckel ist mit den Evangelistensymbolen geschmückt und wird von einem Engel mit den Gesetzestafeln bekrönt.

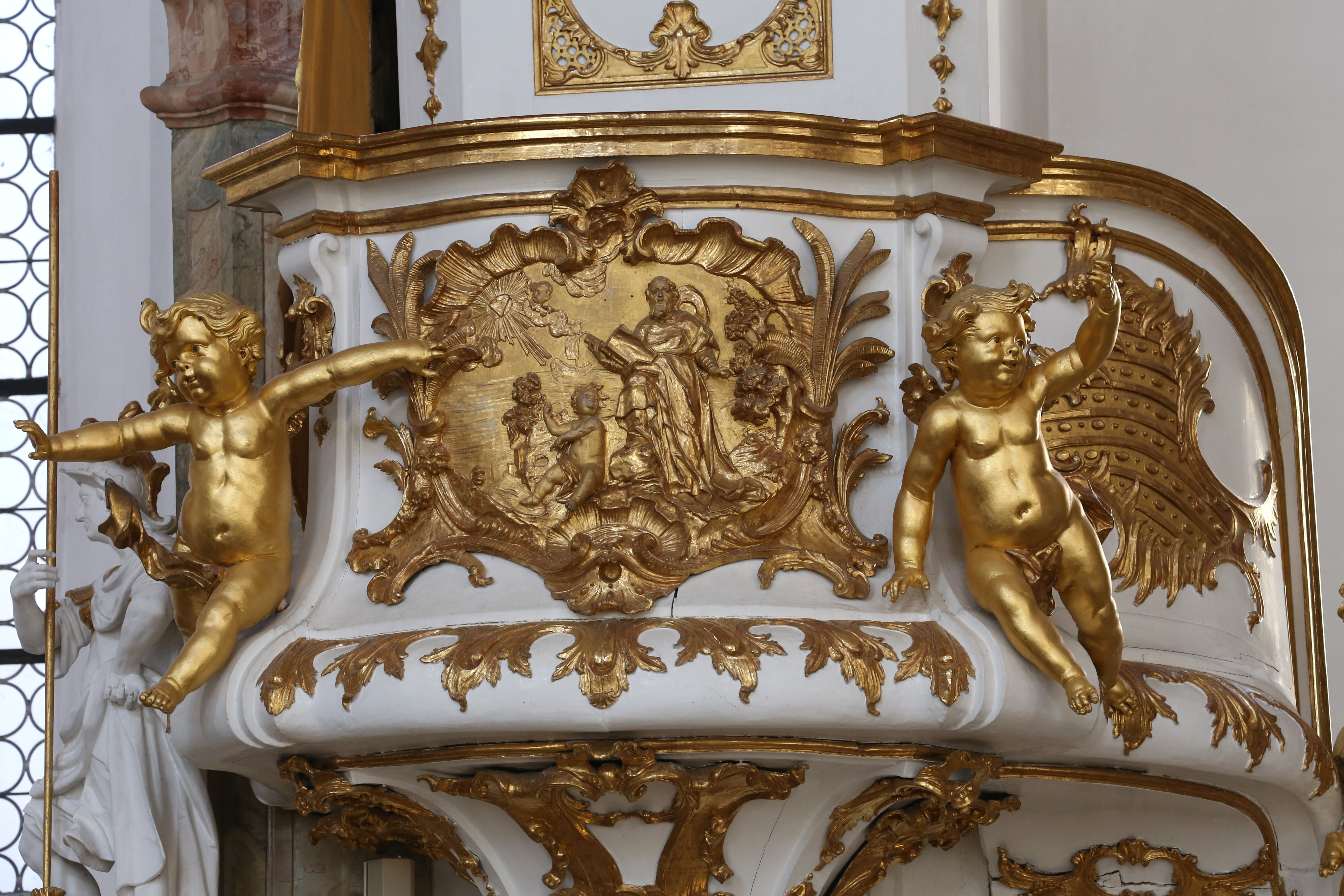
Kanzelkorb
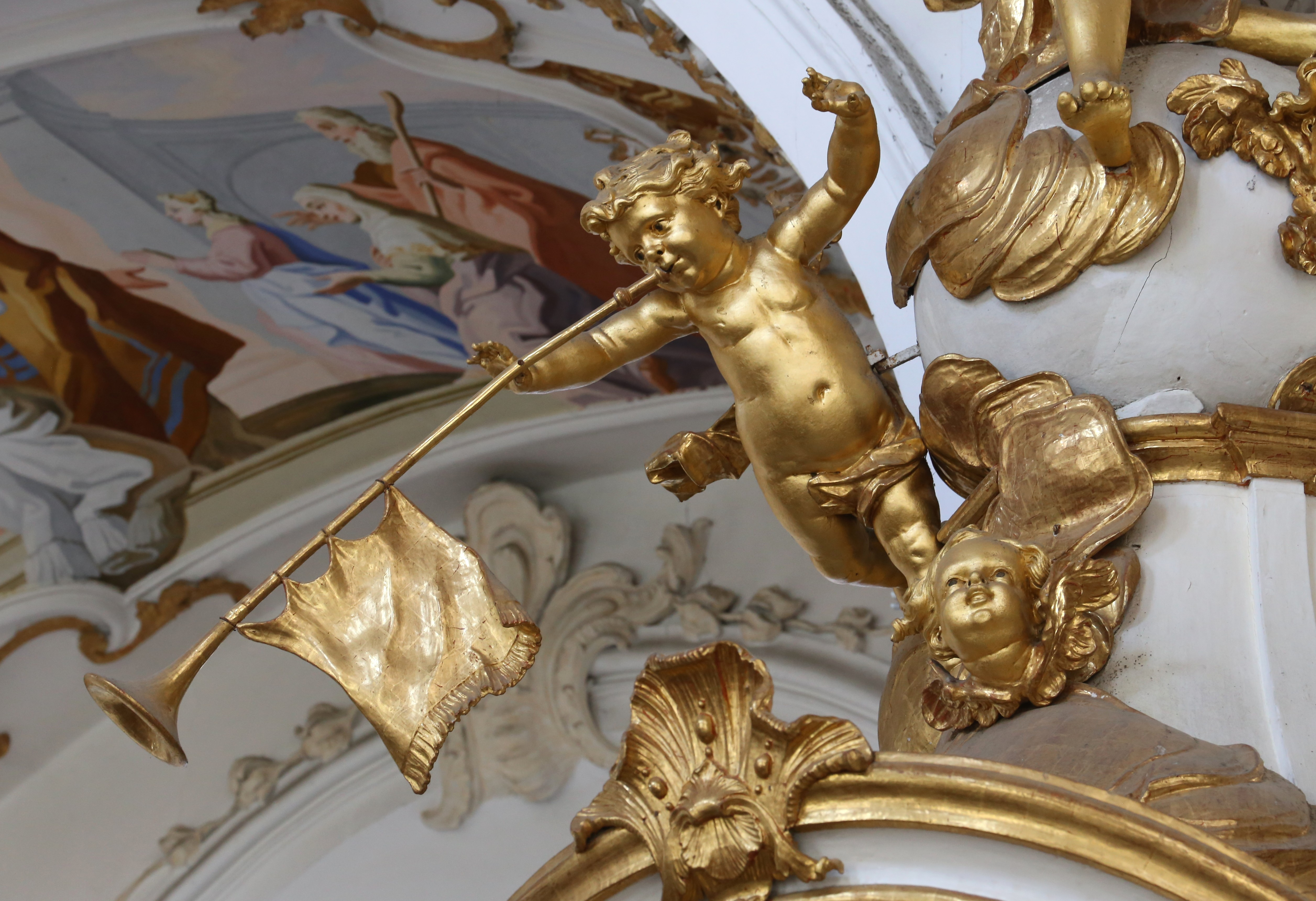
Engel mit Posaune
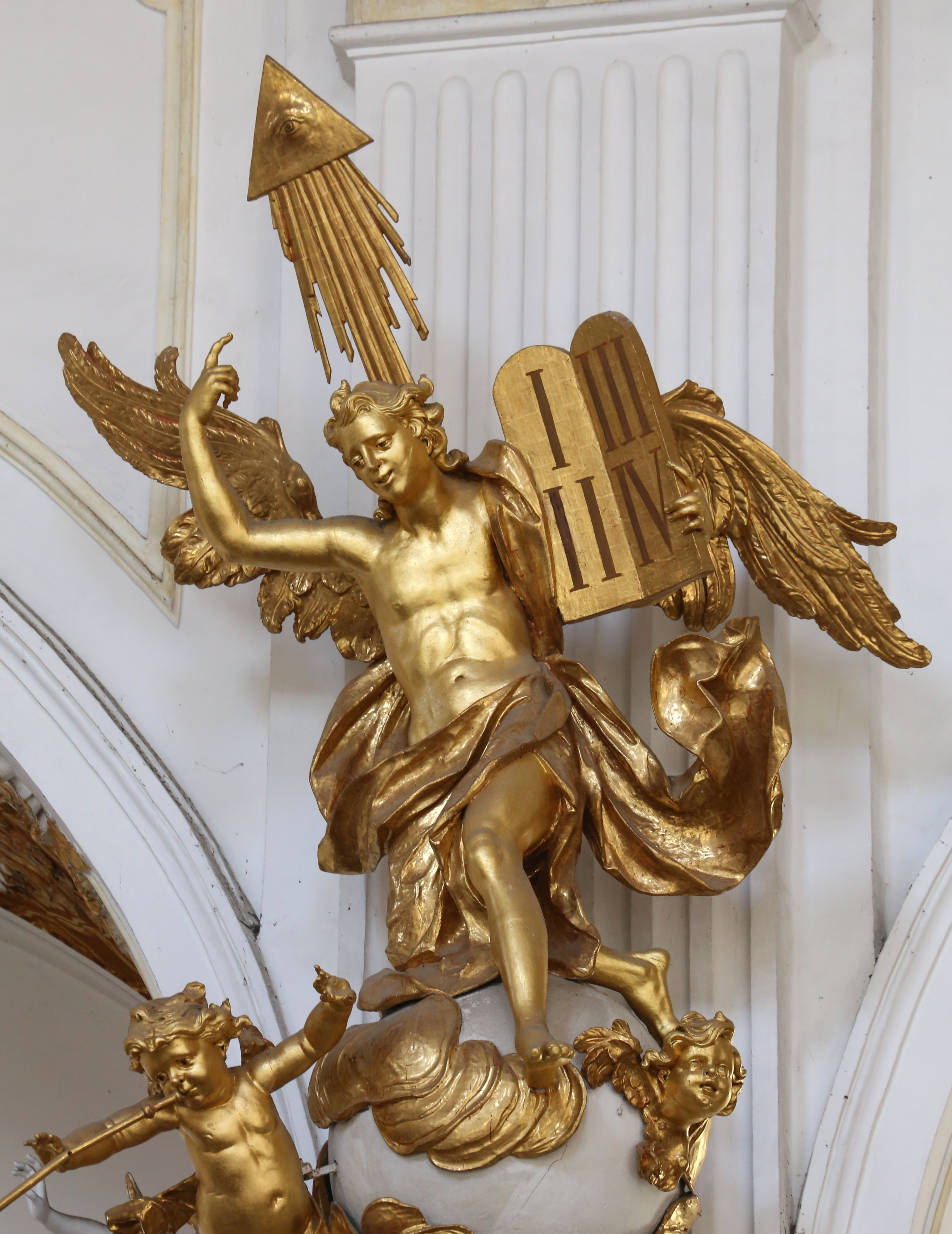
Engel mit Gesetzestafeln auf dem Schalldeckel